# Trenčianske Teplice
Trenčianske Teplice (în germană Trentschin-Teplitz, în maghiară Trencsénteplic) este un oraș din Slovacia cu 4,235 locuitori (2008).

## Amplasare
Localitatea se află amplasată în partea de sud-vest a dealurilor Strážovské pe valea pârâului Teplička, la 268 m deasupra nivelului mării, între satele Omšenie și Trenčianska Teplá. În Trenčianske Teplice se poate ajunge cu mașina pe drumul 516 dinspre Trenčín (capitala regiunii Trenčín, la 15 km distanță) și Trenčianska Teplá, sau dinspre Bánovce nad Bebravou, prin pasul Machnáč, pe același drum 516, sau cu tramvaiul istoric care începând cu anul 1909 leagă orașul de stația de cale ferată de la Trenčianska Teplá. De asemenea, la 6 km de oraș trece autostrada D1.
Orașul este așezat pe fundul unei depresiuni flancate de două culmi: Grófovec (557 m deasupra nivelului mării) dinspre nord, Klepáč (575 m deasupra nivelului mării) dinspre sud. Depresiunea actuală reprezintă poate rămășițele unui vulcan stins în epocile preistorice; de aici probabil numeroasele izvoare cu apă termală care au dus la nașterea aici a unei stațiuni balneoclimaterice. Locul este înconjurat din toate părțile de păduri de conifere și foioase, valea părâului Teplička deschizându-se doar la ieșirea din oraș, în direcția Trenčianskei Teplá.
În amonte de oraș, pe pârâul Teplička au fost create în mod artificial două lacuri. Primul lac poartă numele de "lac al stațiunii" (kúpelné jazero) face parte din parcul stațiunii, creat în secolul al XIX-lea, iar cel de-al doilea (Baračka) a fost creat în anii 1930 pentru nevoile unei mici hidrocentrale care alimenta cu curent electric stațiunea, mai apoi pentru nevoile de apă ale fabricii de zahăr de la Trenčianska Teplá.

## Istoria orașului
Conform unei legende locale, izvoarele cu apă termală au fost descoperite de un cioban olog care-și căuta o oaie rătăcită. Ciobanul a găsit un mic lac cu apă fierbinte,care mirosea puternic a pucioasă, iar după câteva băi s-a vindecat.
Izvoarele termale trebuie să fie fost cunoscute de neamurile marcomanilor și cvazilor care au trăit în regiune, probabil și romanii (în anul 179 un detașament de luptă roman a iernat la Laugaritio, azi Trenčín). Prima atestare documentară a localității este din anul 1247.
Din secolul al XIII-lea și până în secolul al XIX-lea, Trenčianske Teplice a aparținut proprietarilor cetății Trenčín.
Trenčianske Teplice își datorează progresul familiei Illésházy, căreia localitatea i-a aparținut timp de 241 de ani. La jumătatea secolului al XIX-lea, contele Iosif Illésházy ridică în preajma izvoarelor termale o reședință (castellum), în jurul căreia s-a născut stațiunea de mai târziu. Aceasta avea să devină printre cele mai cunoscute din vechea Ungarie, apoi din Austro-Ungaria, fiind depășită ca importanță și număr de vizitatori de băile de la Piešťany abia în anul 1903. Scriitorul maghiar Mór Jókai avea să supranumească stațiunea de la Trenčianske Teplice "Perla Carpaților". În anul 1835, băile au fost cumpărate de omul de afaceri vienez de origine aromână Gheorghe Sina, care le-a transformat și modernizat. Fiul său Simon a ridicat aici un hotel și a lărgit parcul stațiunii, iar în anul 1888 Ifigenia d'Harcourt (născută Sina), proprietara de atunci a stațiunii, a ridicat lângă palatul familiei Sina băile turcești Hammam, printre cele mai valoroase monumente de arhitectură ale stațiunii.
La finalul secolului al XIX-lea, orașul cunoaște o mare dezvoltare, aici luând naștere câteva complexe de tratament balnear. În anul 1909, stațiunea este vândută unei societăți pe acțiuni ungare, iar după primul război mondial stațiunea intră în proprietatatea unei societăți de stat cehoslovace. În anul 1995, aceasta s-a transformat în societatea pe acțiuni Kúpele Trenčianske Teplice, a.s. (Băile Trenčianske Teplice S.A.), care deține complexul balnear până în prezent.

## Demografie
| An:                | 1994 | 2004   | 2014   | 2024   |
| ------------------ | ---- | ------ | ------ | ------ |
| Număr de persoane: | 4569 | 4297   | 4130   | 3909   |
| Diferență:         |      | −5,95% | −3,88% | −5,35% |

| An:                | 2023 | 2024   |
| ------------------ | ---- | ------ |
| Număr de persoane: | 3908 | 3909   |
| Diferență:         |      | +0,02% |

## Vara Muzicală
Începând cu anul 1937, la Trenčianske Teplice se organizează Festivalul "Vara Muzicală" (Hudobné leto), care în anul 2011 a ajuns la cea de-a 66-a ediție.

## Festivalul Internațional de Film Art Film
Începând cu anul 1993, la Trenčianske Teplice se organizează Festivalul Internațional de Film Art Film, ajuns în anul 2011 la cea de-a XIX-a ediție. Începând cu anul 1997, a parte a proiecțiilor de filme se desfășoară la Trenčín. La ediția din anul 2011, filmele propuse au fost vizionate de un număr-record de 43.890 de spectatori.
La fiecare ediție, sunt invitați să participe mari actori și regizori străini, precum Jean-Paul Belmondo, Jacqueline Bisset, Geraldine Chaplin, Catherine Deneuve, Gérard Depardieu, Jeremy Irons, Gina Lollobrigida, Ornella Muti, Franco Nero și slovaci și cehi - Jiří Bartoška, Ladislav Chudík, Iva Janžurová, Jozef Kroner, Bolek Polívka, Emília Vášáryová, care sunt premiați pentru întreaga lor activitate.
Conform tradiției, invitații principali amplasează pe Podul Celebrităților (Most Slávy) câte o plachetă omagială.

## Tramvaiul istoric
Începând cu anul 1909, orașul Trenčianske Teplice este legat de stația de cale ferată Trenčianske Teplá printr-o linie de cale ferată îngustă, denumită popular “tramvai” și având o lungime de 5,9 km (în prezent 5,4 km). Această cale ferată este o raritate în Slovacia, fiind primul tronson de cale ferată electrificată de pe teritoriul Slovaciei de astăzi.
La început, circulau 8-12 curse zilnice, în anul 1936 24 de curse zilnice, iar în prezent tramvaiul efectuează 14 curse zilnice.
La început, pe traseul căii ferate existau trei stații, în prezent numărul acestora fiind de șase. Clădirea actuală a gării din Trenčianske Teplice a fost inaugurată în anul 1941 și este un exemplu de arhitectură funcționalistă.